# Imagen pública de Vladímir Putin

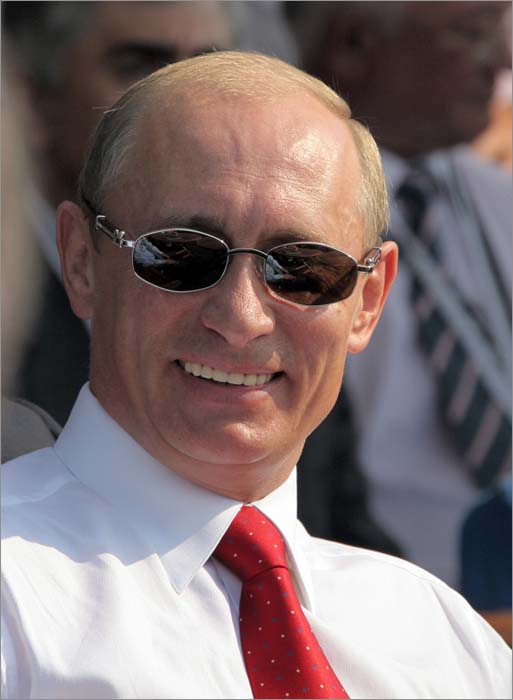
Una foto de Putin sonriendo a una cámara en 2007.

La imagen pública de Vladímir Putin es la percepción de los medios nacionales e internacionales y la población sobre Vladímir Putin, actual presidente de Rusia. Durante su vida, ciudadanos y numerosos personajes públicos de otros países comentaron su desempeño en actividades políticas y misceláneas. Russia Beyond the Headlines considera que la fama de Putin a nivel mundial es incluso mayor que la fama de Rusia.

## Índices y encuestas públicas

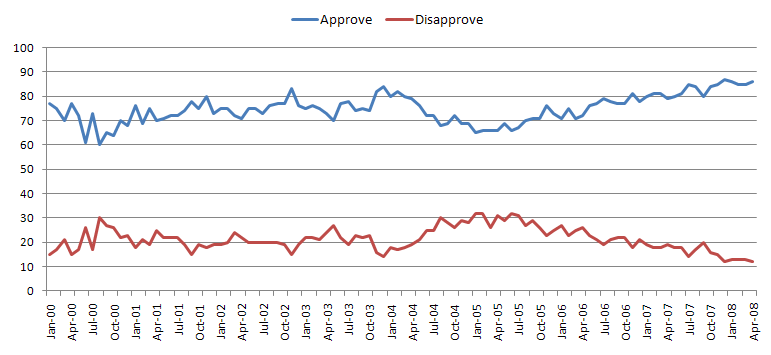
Gráfica de las muestras de aprobación (azul) y desaprobación (rojo) de Putin durante los ocho primeros años de gobierno.

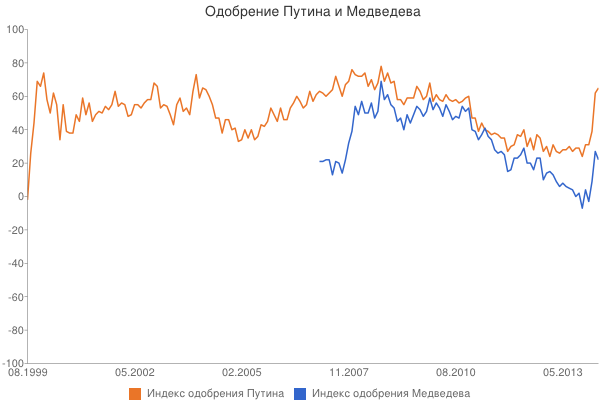
Cuadro de índices de apoyo de Putin (naranja) y Medvédev (azul) entre los años 1999 y 2014.

Según encuestas de opinión pública realizadas por la ONG Levada Center, el índice de aprobación de Putin fue de un 81% en junio de 2007, la más alta puntuación entre los líderes mundiales; exceptuando al ex primer ministro británico Tony Blair, que obtuvo un índice de aprobación pública del 93% en septiembre de 1997. La popularidad de Putin subió de un 31% en agosto de 1999 a un 80% en noviembre de 1999, y el mínimo de aprobación se situó en un 65% durante su primer mandato presidencial. En enero de 2013, su índice de aprobación bajó al 62%, el nivel más bajo desde la década de 2000 y la más reducida en diez puntos porcentuales durante dos años. Los índices de aprobación de Putin están relacionados con las mejoras significativas en los niveles de vida y la reafirmación de Rusia en el escenario mundial que se produjo durante su mandato como presidente, teniendo una buena observación de las encuestas. Un análisis atribuye la popularidad de Putin, en parte, a la cobertura de la televisión pública del Estado.
Una encuesta conjunta de World Public Opinion en los Estados Unidos y Levada Center en Rusia entre junio y julio de 2006 declaró que «ni el público ruso ni el estadounidense están convencidos de que Rusia se encamine en una dirección antidemocrática» y que «los rusos en general apoyan la concentración de poder político de Putin y, firmemente, la re nacionalización del petróleo y la industria gasífera de Rusia». Los rusos, en su mayoría, apoyan el curso político de Putin y su equipo. Una encuesta de 2005 mostró que los rusos sintieron tres veces «más democrático» al país bajo Putin que durante los gobiernos de Yeltsin y Gorbachov, y con la misma proporción pensaban que los derechos humanos eran mejores bajo Putin que lo que habían sido durante la presidencia de Yeltsin. Un análisis del sitio web qq.com entre 2008 y 2014 en China demostró que un 90% de los encuestados tenían una imagen positiva de él.

## Valoraciones
Putin fue mencionado en la revista Time como Persona del año del 2007. En abril de 2008, Putin fue colocado en la lista de 100 personajes más influyentes en el mundo de la misma Time.
El antiguo líder soviético, Mijail Gorbachov, respaldó a Putin por «liberar Rusia del caos» y mencionó en un discurso en la Universidad de Harvard en 2007, que él «tuvo un lugar en la historia». En 2011, tras las protestas en las elecciones presidenciales, Gorbachov criticó a Putin por la decisión de buscar el tercer mandato en las elecciones presidenciales y aconsejó a Putin dejar la política.
El general estadounidense de cuatro estrellas, Jack Keane, califica a Putin como «el más temido y el líder más respetado en el mundo de hoy».
Putin tiene un impacto mediático en la Runet, y se ha sugerido que organizaciones juveniles rusas estarían financiando una red de blogs progubernamentales.
El representante de la Iglesia ortodoxa ucraniana - Patriarcado de Kiev, el patriarca Filaret, comparó a Putin con la figura bíblica de Caín, por «derramar la sangre fraternal» de los ucranianos durante la guerra del Donbás. Filaret dijo que «Satanás entró en él, como en Judas Iscariote». Tenzin Gyatso, décimo cuarto Dalái lama, criticó las prácticas políticas de Putin por «aislar Rusia del resto del mundo».
En el otoño de 2011 el movimiento de la oposición obtuvo mayor visibilidad con protestas callejeras en contra de las elecciones parlamentarias que, según ellos, favorecían al partido político que apoya a Putin, Rusia Unida; los eventos se realizaron en las principales ciudades de Rusia. Después de la reelección de Putin en marzo de 2012 el movimiento cambió el curso político.

### Como personalidad «autócrata»
Putin ha sido descrito en los medios de comunicación de occidente y la oposición rusa como un «dictador o autócrata». Las actitudes «frías» y serias son descritas como parte de los discursos del mandatario. Para la biógrafa de Putin, Masha Gessen, «Putin es un dictador» que asemeja su mandato al gobierno de Alexander Lukashenko. El exministro de Asuntos Exteriores del Reino Unido David Miliband describió a Putin como un «dictador despiadado» y dijo que «sus días están contados». El candidato a presidente de Estados Unidos, Mitt Romney, llamó a Putin «una amenaza real para la estabilidad y la paz del mundo».
Algunas personalidades compararon su gobierno con el de Adolf Hitler, como Carlos de Gales, David Cameron y Hillary Clinton. Sin embargo, un estudio de la Universidad Quinnipiac concluyó que solo un 24% de los entrevistados comparaba el gobierno de Putin con el de Hitler, mientras que un 50% no encontraban ninguna semejanza.
También se ha especulado sobre la relación de Putin con la corrupción surgida de la mafia rusa. La Organized Crime and Corruption Reporting Project nombró a Putin en el 2014 como el Personaje del Año, un reconocimiento otorgado anualmente a «la persona que dedica la mayor parte en permitir y promover la actividad criminal organizada».
En los cables filtrados de las embajadas de Estados Unidos por WikiLeaks a finales de 2010, Putin era calificado como un «macho alfa» y comparado con el personaje de DC Comics Batman (junto a su compañero cercano Dmitri Medvédev, mencionado como Robin). Diplomáticos estadounidenses señalaron que la Rusia de Putin se había convertido en una «corrupta y autocrática cleptocracia, centrada en el liderazgo de Vladimir Putin, en la que los funcionarios, oligarcas y miembros del crimen organizado están unidos para crear un virtual Estado mafioso». Tras esos rumores, Putin respondió que se trataban de «calumnias».
Durante su etapa como presidente, Putin desmintió su relación con actividades de malversación de fondos, mostrando su apoyo para combatir la corrupción. Su jefe de gabinete, Serguéi Ivanov, dijo que Putin no está vinculado con la corrupción, alegando que «toda esta imagen negra de Rusia se está creando para convencer a los rusos de que la gestión en Rusia es incorrecta».

### Como deportista ytipo duro

Vladímir Putin, a lomos de un oso pardo. La popularidad de este montaje fotográfico en las redes sociales atestigua la imagen "ruda" y "salvaje" del presidente ruso.

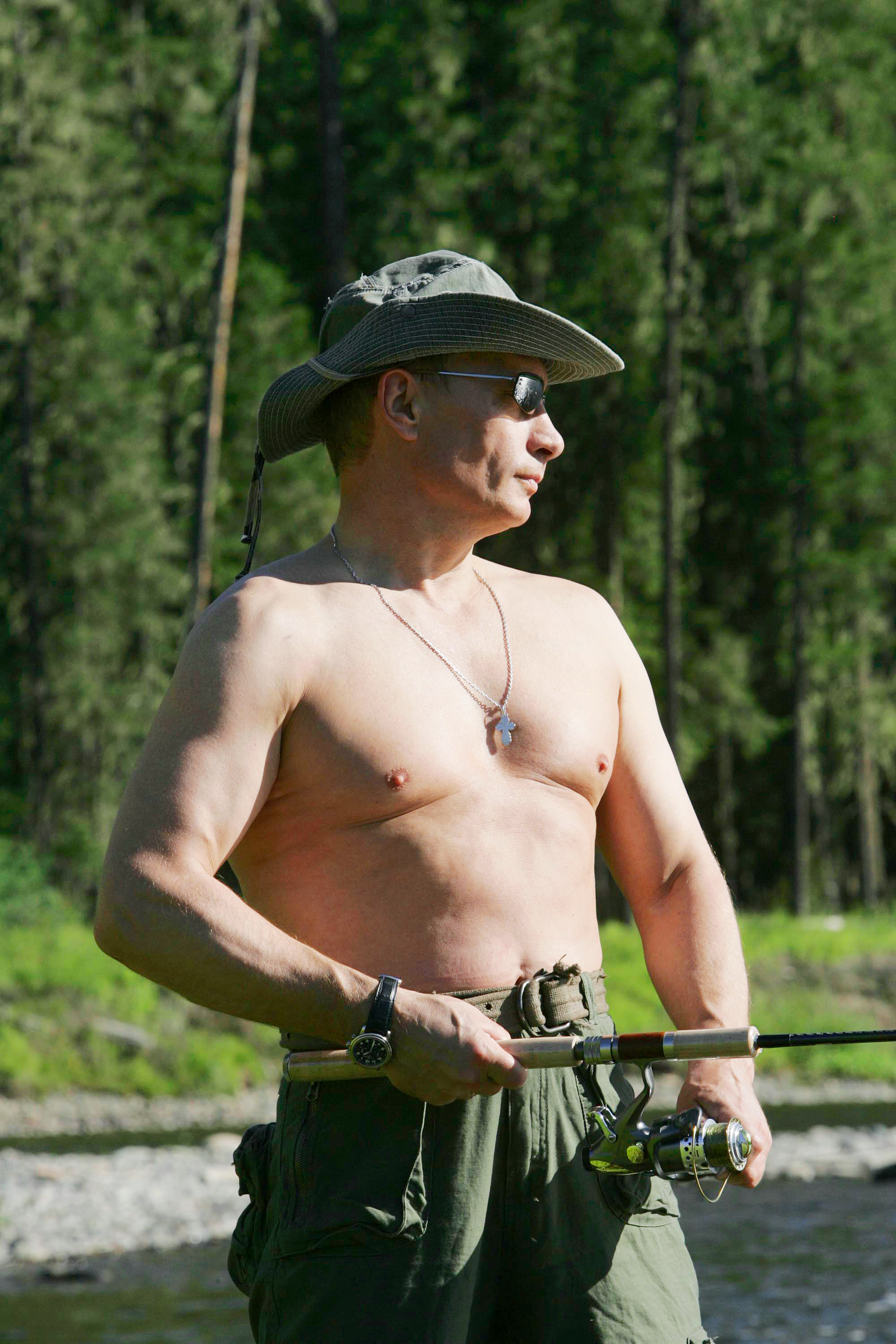
Vladímir Putin pescando en Tuva en el año 2007. Putin presenta a menudo una imagen de tipo rudo en los medios.

Putin intenta crear una imagen de deportista libre y prepotente en los medios, demostrando sus capacidades físicas al caminar en lugares inhóspitos e inaccesibles, o incluso interactuando con animales silvestres. Por ejemplo, en 2007, el tabloide Komsomólskaya Pravda publicó una sesión fotográfica de un Putin de vacaciones con el torso desnudo en las montañas de Siberia bajo el titular: «Sea como Putin». Tales photo ops son parte de un enfoque de relaciones públicas, de acuerdo con Wired, que trata de cultivar «deliberadamente una imagen de macho y superhéroe recargado».
Algunas de las participaciones han sido criticadas por mostrar actividades exageradas o «trucadas». Ejemplos notables de aventuras de Putin incluyen:
- Vuelo en reactores militares. Putin voló un avión caza Sukhoi Su-27 sobre Chechenia en 2000 y un bombardero pesado supersónico Tu-160 el 16 de agosto de 2005 en el Salón Internacional de la Aviación y el Espacio.[57]
- Artes marciales. Putin demostró sus habilidades de artes marciales en un tatami en el Instituto Kodokan en Tokio el 5 de septiembre de 2000 y posteriormente realizó otras demostraciones.[57]
- Aventuras en la naturaleza. En su viaje a Tuvá en agosto de 2007, Putin realizó diversas actividades: montar a caballo, hacer descenso de ríos, pescar y conducir por la naturaleza.[55] En agosto de 2009 Putin repitió la experiencia.[58] En 2008, Putin visitó el parque nacional de Ussuri, donde sedó a un tigre del Amur con una pistola tranquilizante y luego ayudó a medir sus dientes y controlarlo con un rastreador.[55] Esto generó sospecha cuando más adelante se descubrió que el tigre provenía del zoológico de Jabárovsk y que murió tiempo después; pero el tigre sospechoso, teóricamente de Jabárovsk, fue avistado a finales de 2009 en Zelenogorsk, mientras que las peticiones de los científicos para averiguar el safari fueron rechazadas.[59][60][61] En abril del 2010 Putin viajó a la tierra de Francisco José en el Ártico ruso, donde tranquilizó a un oso polar y adjuntó una etiqueta satelital al animal.[62] A finales de agosto de 2010 Putin disparó dardos con una ballesta a una ballena gris en la costa peninsular de Kamchatka como parte de un esfuerzo de seguimiento, mientras trataba de mantener el equilibrio sobre un bote de goma en el mar.[57][63] Putin también intentó ayudar a las grullas siberianas en peligro de extinción cuando pasaron por sus rutas migratorias, llevándolas a través del aire en un ala delta motorizada. Inicialmente, las aves no lo seguían y Putin culpó del hecho a los fuertes vientos.[64]
- Descenso en un sumergible de aguas profundas. El 1 de agosto de 2009, Putin descendió a 1.395 metros de profundidad en el lago Baikal, el más profundo del mundo, en un MIR sumergible acompañado por el explorador Anatoli Sagalévich (con quién había cooperado en la expedición al Polo Norte de 2007). Ya en el fondo del Baikal, Putin se comunicó con los periodistas a través de hidrófonos.[65]
- En julio de 2010 Putin apareció montando una moto Harley-Davidson en un festival de Sevastopol; el consejo superior de ciclistas andantes de Rusia le asignó el rango de Hells Angels con el apodo de Abadón.[57][66] Las asociaciones relacionadas con los grupos de motociclistas fueron colocados por error en la lista de personas prohibidas en Finlandia.[67]
- En agosto de 2010, la televisión rusa retransmitía un vídeo de Putin copiloteando un avión contra incendios Beriev Be-200 arrojando agua sobre el fuego en medio de los incendios forestales del mismo año.[56][57]

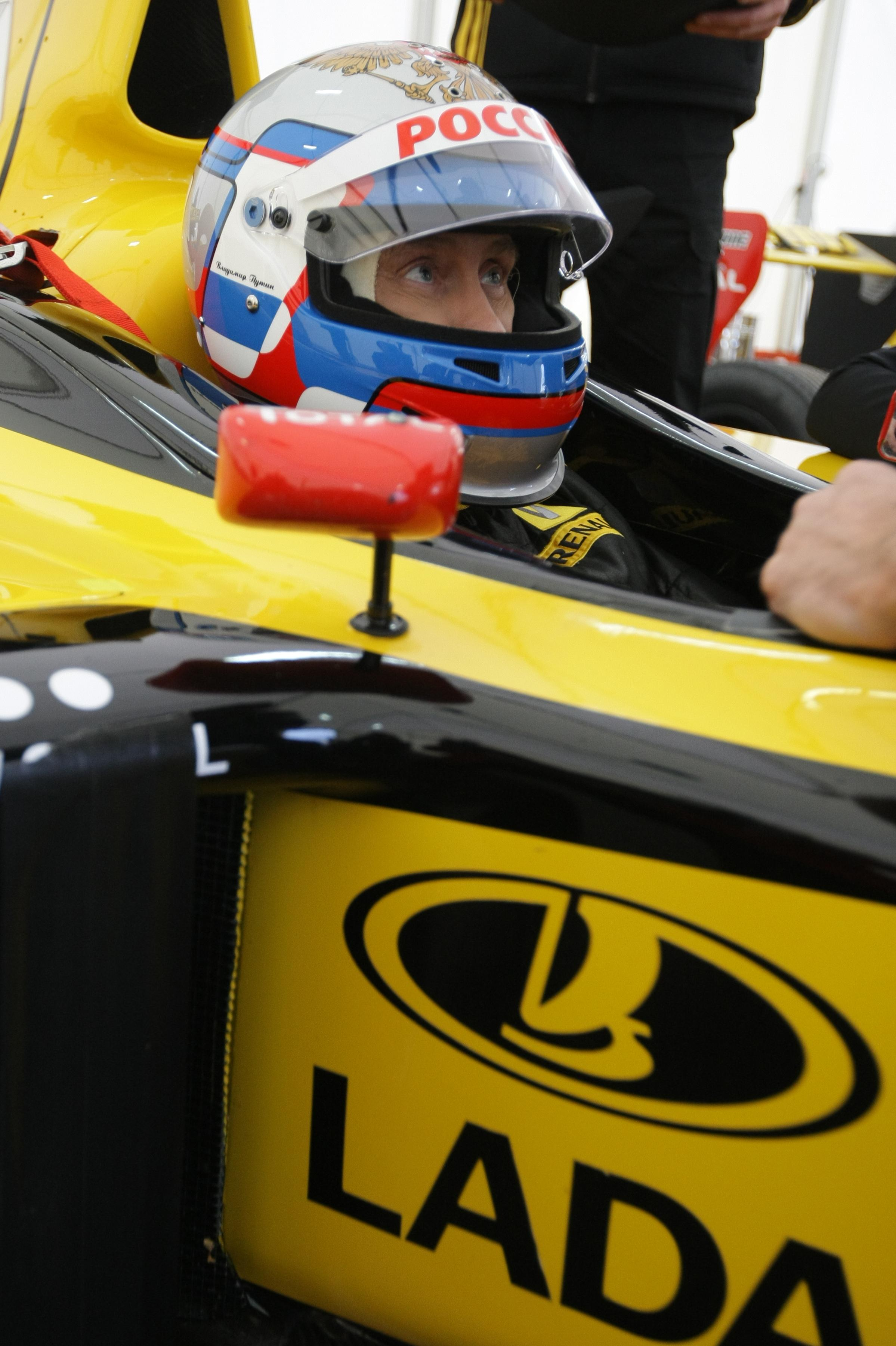
Putin conduciendo un vehículo de Fórmula 1 en 2010 (video completo).

- Conducción de un coche de carreras. Putin probó un vehículo de Fórmula 1 el 7 de noviembre de 2010 en San Petersburgo, logrando una velocidad máxima de 240 km por hora.[57][68]
- Submarinismo. Putin formó parte del equipo de buceo en el sitio arqueológico de la antigua colonia griega de Fanagoria en la Bahía de Tamán el 11 de agosto de 2011.[69] Durante la inmersión descubrió dos ánforas y emergió del mar diciendo frente a las cámaras «¡Tesoro!» En octubre de 2011 el portavoz Dmitri Peskov dijo a los medios de comunicación: «Putin no encontró el ánfora del fondo marino que se había quedado allí durante miles de años [...] Fueron los [arqueólogos] los que lo encontraron en una expedición semanas o días antes. Obviamente se dejó allí [para que él pudiera encontrarlo]». Es un procedimiento completamente normal.»[70]
- Pesca. En julio de 2013, Putin fue fotografiado en Tuvá, Siberia, sosteniendo un gran lucio que había pescado y que el Kremlin lo expuso con un peso de 21 kg, una cantidad muy grande para esa especie animal. Muchos medios de comunicación y usuarios de la red Internet cuestionaron si el pez alcanzó ese peso.[71] Algunos blogueros también señalaron que el viaje de pesca de Putin no fue programado oficialmente y que estaba fotografiado con la misma ropa que llevó en un viaje anterior a la región.[72]

### Como músico y pintor
El 11 de diciembre de 2010, en un concierto organizado caritativo para niños en San Petersburgo, Putin cantó Blueberry Hill acompañado de un piano. El concierto contó con varios artistas de Hollywood y Europa como Kevin Costner, Sharon Stone, Alain Delon y Gérard Depardieu. En el mismo evento Putin interpretó "С чего начинается Родина?" (en inglés: From What the Motherland Begins?, una canción patriótica de una película de espionaje, favorita de Putin, "Щит и меч", The Shield and the Sword). Putin también interpretó esa canción cantando o a piano en otras ocasiones, como la reunión de los espías rusos deportados en los Estados Unidos, donde se reencontraron con Anna Chapman.
Otra melodía conocida que Putin interpretó en su piano es el Anthem of Saint Petersburg, himno de su ciudad natal.
"Узор на заиндевевшем окне" (A Pattern on a Hoarfrost-Encrusted Window), una pintura elaborada por Putin y presentada durante la Feria de Navidad el 26 de diciembre de 2008, se convirtió en una de las subastas de caridad más significativas en San Petersburgo y se vendió por 37 millones de rublos. La imagen fue hecha para una serie de otras pinturas de famosos rusos. 
Se pidió a los pintores para ilustrar una de las letras del alfabeto ruso con un tema relacionado con la novela corta La noche de Navidad de Nikolái Gógol (para celebrar el 200.º aniversario del nacimiento de Gógol en 2008). Foto de Putin representa un patrón de la escarcha (Ruso: Узор, que ilustra la letra cirílica У) en una ventana con cortinas cosidas con ornamentos tradicionales ucranianos. La creación de la pintura coincidió con la disputa del gas entre Rusia y Ucrania de 2009, que dejó, en medio de las heladas de enero, un número de estados europeos sin abastecimiento del gas ruso.

### Imagen comercial
El nombre y la imagen de Putin son ampliamente utilizados en la publicidad y branding. Entre los productos aparentemente comercializados bajo su nombre son la vodka Pútinka, la marca de alimentos enlatados PuTin, el caviar Gorbusha Pútina y una colección de camisetas con su imagen.

## En la cultura popular

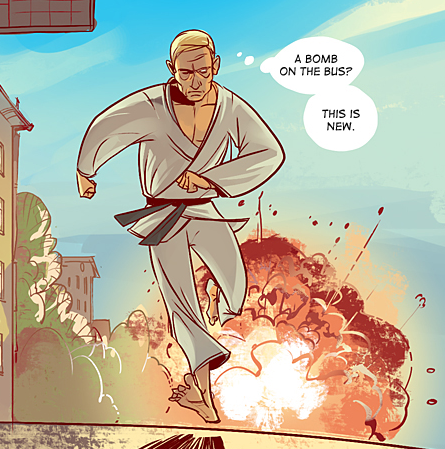
Una escena del cómic Superputin.

Con el contento de la población, entre ellos colectivos femenino y adolescente, en Rusia y Crimea convirtieron a Putin en una figura popular.
Putin es mencionado en la comedia y chastushkas como el popular "[Antes de Putin] no existieron los orgasmos", presentado en la película de comedia El día de las elecciones. Con la llegada de Putin al poder, se interpretaron chistes políticos sobre un chico rudo entre la comicidad local conocido como Вовочка (Vóvochka, diminutivo de Vladímir).
En el libro para colorear para niños Vova and Dima (presentado en su cumpleaños 59) aparecen a Vladímir y Dmitri Medvédev como niños tiernos. Además, se menciona en la historieta web Superputin: Una persona como todas, en el cual Medvédev emplea al álter ego Putin para emprender retos de alto nivel; y en una personificación de trol y ogro en World of Warcraft. En el cumpleaños 62 del presidente, seguidores retrataron algunas hazañas inspirándose de Hércules.
Una película rusa llamada A Kiss not for Press fue estrenada en 2008 en DVD. La película estaría basada en la biografía de Vladímir Putin y su esposa Lyudmila.
En 2014 Putin fue apodado de "pendejo" o "imbécil" (juyló, "хуйло" en ruso y ucraniano) a través del cántico interpretado por los hooligans en Ucrania. El 14 de junio de 2014 el ministro interino de asuntos exteriores de Ucrania, Andriy Deshchytsia, citó el cántico frente a las cámaras durante un mitin antirruso en la embajada de Rusia en Kiev.

### En la cultura occidental

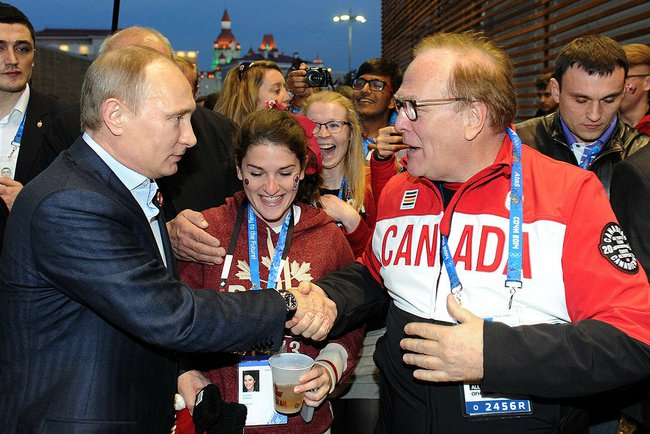
Vladímir visitando a la delegación de Canadá en el Parque Olímpico de Sochi.

En América y Europa, Putin fue representado de diversas formas; una de ellas, tras la ley contra la propaganda homosexual, las redes sociales ironizaron la hombría de Putin de "ícono gay". Otros como el portal Cracked y el escritor Gayne C. Young, quien pudo recibir la respuesta de Vladímir, consideran como "loco" e "interesante". También fue inspiración para el elfo doméstico de la serie de películas de Harry Potter Dobby, el primer actor rubio en interpretar al agente Bond Daniel Craig y el boxeador Mickey Rourke.
En el siticom estadunidense Family Guy, Putin aparece en los episodios "Petey IV" y "Spies Reminiscent of Us". 
En el kayfabe de la WWE, la «embajadora social» Lana dedica las luchas de su luchador dirigido Rusev, quien poseía residencia artística en Rusia, a Putin; a quien ella califica como el «el hombre más poderoso del mundo», elogiándolo por «engañar a los Estados Unidos». La prensa generó especulación cuando relacionaron los discursos de Lana con los supuestos responsables del incidente del vuelo 17 de Malaysia Airlines.
En Italia la DJ y aficionada a las armas Adelina Putin decidió aprovechar de su apellido para postular como concejal de Véneto. Los medios aprovecharon la fama de ella como «la prima sexy de Putin» debido a su descendencia lejana entre Vladímir y Adelina.
Vladímir Putin fue interpretado por la personalidad de Internet Peter Shukoff en el capítulo «Rasputín contra Stalin» de la serie web Epic Rap Battles of History.

### En la música
Existe un amplio repertorio musical hacia Putin. Entre las más populares se encuentran:
- Такого, как Путин — "[Quiero] un hombre como Putin" por Singing Together.[104]
- Гороскоп (Путин, не ссы!) — "Horoscope (Putin, Don't Piss!)" por Uma2rman[105]
- ВВП — "VVP" interpretado por el cantante tajik Tolibdzhón Kurbanjánov (Толибджон Курбанханов)[106][107]
- Our Madhouse is Voting for Putin por la banda Rabfak (Рабфак).

### Putinismos

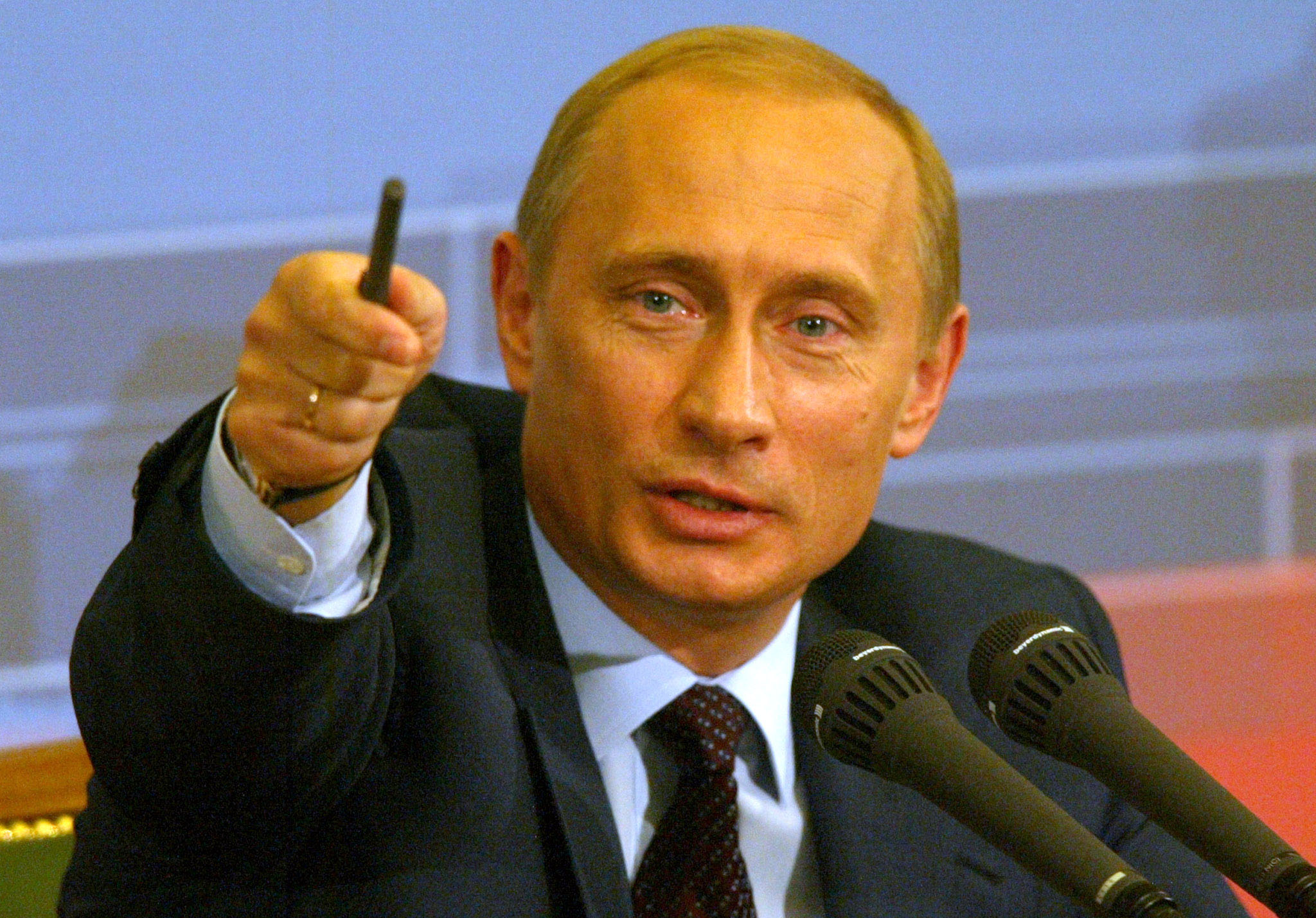
Putin durante una sesión de preguntas y respuestas indicando con su bolígrafo.

Putin dejó un legado de frases célebres y anecdóticas por su doble sentido, conocidos como putinismos. Muchos de ellos se hicieron por primera vez sus sesiones de prensa, en las que Putin respondió las preguntas de los periodistas y otras personas interesadas, así como de la población en general mediante llamadas telefónicas o a micrófono abierto en los estudios y exteriores en toda Rusia. Putin es conocido por su lenguaje a menudo duro, agudo y cuartelero. Los putinismos más excéntricos y/o populares realizados por el presidente fueron:
- Hasta aniquilar en el retrete Uno del más longevos "putinismos", que data de septiembre de 1999, cuando prometía erradicar a terroristas donde fuesen, incluyendo en los retretes (o baños).[111] En 2010, Putin también prometió arrebatar a los terroristas restantes desde el fondo del alcantarillado (выковырять со дна канализации).[113]
- Она утонула — Se hundió. Fue una respuesta corta de Putin en una entrevista con Larry King en septiembre de 2000 preguntando lo que pasó con el submarino Kursk.[111] Muchos criticaron a Putin por el cinismo percibido en esta respuesta. En una nueva entrevista con Larry en 2010 Putin dio una pregunta figurativa sobre su migración de CNN a RT, «Cuando vamos a tener derecho a gritar [a Larry], "¡viva el rey"!».[114]
- Пахал, как раб на галерах /literalmente — [Yo] he arado como un esclavo en una galera; el verbo ruso пахать es referido generalmente como "explotar en el trabajo"). Así es como Putin describió su trabajo como Presidente de Rusia durante una sesión de preguntas y respuestas en febrero de 2008.[110] No solo la frase lo hizo popular, sino, tras una mala interpretación de la fonética rusa —как раб ("como un esclavo") tiene una pronunciación similar a как краб ("como un cangrejo")—, le hicieron ser apodado en la red "Crabbe" (ruso: Крабе), mientras que Dmitri Medvédev era (por alguna razón) apodado también como Shmele (ruso: Шмеле, una forma de vocativo inexistente de шмель, que significa "abejón").[115]
- От мертвого осла уши — literalmente [Recibirás] los oídos de un asno muerto. Según Putin, esta fue la respuesta que realizó cuando reclamaba los límites fronterizos con el distrito Pytalovo, que fue anexado de la Unión Soviética años antes como Abrene y pertenecía a Letonia.[110] El 27 de marzo de 2007 a Rusia y Letonia firmaron el tratado en la frontera del estado, en que Letonia cedió su territorio.[116][117][118]
- Как минимум государственный деятель должен иметь голову. — Por lo menos, un líder estatal debe tener una cabeza. Fue la respuesta de Putin a la crítica que realizó Hillary Clinton acerca que Putin «no tenía alma».[111] Tras dimes y diretes con Clinton, Putin comentó que «es mejor no discutir con las mujeres [porque] la señora Clinton nunca ha sido demasiado graciosa en sus declaraciones».[119]
- Ручку верните — Devuelve mi bolígrafo. Frase dicha por Putin al magnate industrial Oleg Deripaska, después de que él obligó a Deripaska a firmar, prestando su bolígrafo, un acuerdo apuntado a resolver la crisis socioeconómica en la ciudad industrial de Pikalyovo el 4 de junio de 2009, debido a que los productores y empresarios cercanos de la planta de óxido de aluminio no pagaron los salarios de sus trabajadores y eran incapaces de negociar los trabajos en la fábrica. Putin llegó a la escena del personal para llevar a cabo las negociaciones.[120]
- Стричь поросенка — Esquilando un cerdo. El 25 de junio de 2013, Vladímir Putin reveló la ubicación del filtrador Edward Snowden en un aeropuerto de Moscú, terminando una serie de rumores sobre el paradero del fugitivo de EE. UU. Putin criticó las acusaciones estadounidenses de que Rusia albergaba un fugitivo, diciendo: "Yo prefiero no tratar con este tipo de asuntos, porque de todas formas es como la esquila de un cerdo - muchos gritos, poca lana".[121]
- Россия не та страна которая выдаёт борцов за права человека. — Rusia no es el tipo de país que extradite campeones de los derechos humanos. Comentario que expresó Putin durante una sesión de preguntas y respuestas transmitida por la CNBC y SPIEF el 23 de mayo de 2014, seguido de una tormenta de risas y aplausos.[122][123] Kommersant describió la reacción como: "Una tempestad de euforia y aplausos estalló, y un aullido de risa con llanto se cernía sobre el pasillo" ("Поднялась просто буря восторга, аплодисментов, над залом застрял стон из хохота и плача"), y comentó que no todo el mundo podría explicar el significado de la enunciación.[124]